# Anne-Marie Finkelstein
Pour les articles homonymes, voir Finkelstein.
Anne-Marie Finkelstein, née le 17 août 1944 à Clermont-Ferrand et morte le 6 décembre 2022 à Paris, est une journaliste et patronne de presse française.

## Biographie

### Études
Anne-Marie Finkelstein naît le 17 août 1944, à Clermont-Ferrand et est la fille de l'éditeur René Finkelstein. Elle est lycéenne au lycée français de Rome, puis étudie une licence en sociologie. Elle est également titulaire d'un MBA de l'Université Columbia.

### Carrière
À partir de 1964, elle travaille comme journaliste à Beyrouth, d'abord comme reporter pour L'Orient puis à la radio de l'ORTF. Au Liban, elle rencontre son futur mari Anatole Rojinsky, avec qui elle aura un fils, Cyril Rojinsky.
En 1966, à la suite d'un grave accident de la route, elle est rapatriée en France. De 1970 à 1988, elle travaille pour le journal Les Échos : embauchée pour informatiser les fichiers d'abonnés, elle participe également à la diffusion, au marketing ou au développement, et y termine directrice générale,.
Elle travaille ensuite au pôle presse professionnelle de CEP Communication, puis codirige à partir de 1996 le pôle grand public.
Elle a été directrice générale puis PDG du groupe Tests et gérante de CEP Information et Technologies de 1991 à 1995. En 1993 elle est nommée PDG du groupe L'Usine nouvelle, puis de 1996 à septembre 1997 elle est administratrice-directrice générale du groupe L'Express,. En 1999, elle est nommée PDG des Éditions Tallandier puis elle rejoint en 2001 Le Parisien comme directrice générale adjointe,.
Elle travaille également pour Socpresse et DI Group.

### Maladie et décès
En 2015, elle découvre qu'elle souffre d'un glioblastome, une tumeur au cerveau.
Elle décède le 6 décembre 2022 des suites de sa maladie.

## Distinctions
- Chevalier de la Légion d'honneur[9]